# Redl-Zipf

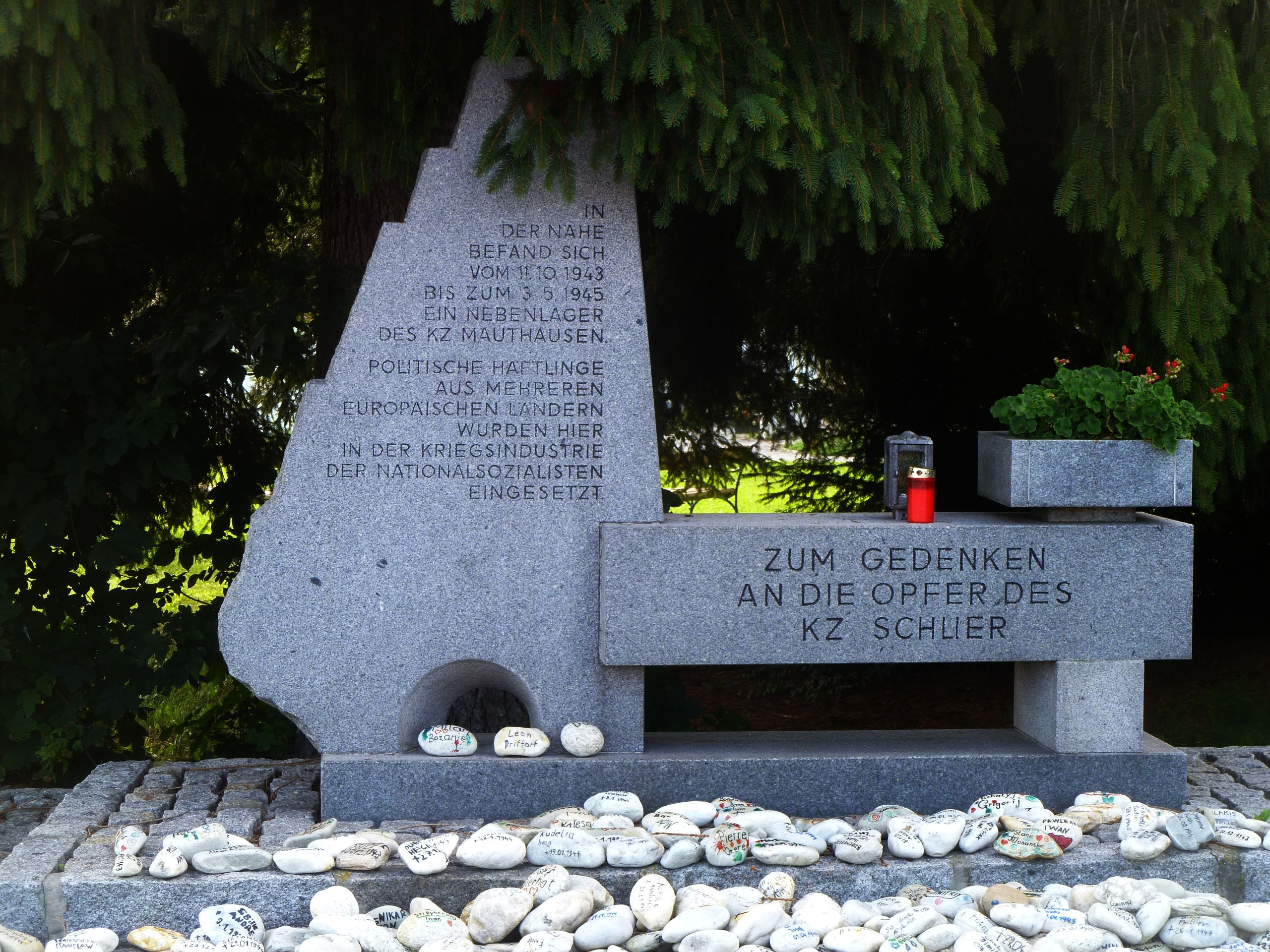
Redl-Zipf

A instalação de foguetes Redl-Zipf V-2 (nome de código Schlier), localizada na Áustria central entre Vöcklabruck e Vöcklamarkt e estabelecida em setembro de 1943, começou a operar para testes de motores de foguetes V-2 depois que o equipamento de teste Raxwerke foi transferido de Friedrichshafen.
A instalação testou a compatibilidade das câmaras de combustão do V-2 com turbobombas, já que o foguete não tinha um controlador para reduzir o turbobombeamento de propelente na câmara se a pressão ficasse muito alta. A instalação da Segunda Guerra Mundial usou como base inicial as adegas e os túneis de armazenamento de uma antiga cervejaria. A construção da instalação estava sob o comando do SS-Obergruppenführer Hans Kammler, que era responsável pelos projetos de engenharia civil nazista e seus programas de armas ultrassecretos e usava trabalho forçado do Schlier-Redl-Zipf:207subcampo do campo de concentração de Mauthausen-Gusen. A construção acrescentou um grande número de túneis e estruturas de suporte e incluiu uma usina de geração de oxigênio líquido em um dos túneis.